# Hidrojet
Hidrojet Breaza este o companie specializată în producția de piese și accesorii pentru autovehicule și motoare de autovehicule din România.
Este singurul producător de componente de injecție diesel și echipamente hidraulice din România.
Hidrojet este unul dintre cei mai importanți producători în domeniu de pe piața Europei de Est.
Compania a fost înființată în 1974, ca filială a Mefin Sinaia și a devenit, în urma unei decizii guvernamentale din 1990, o companie independentă, având ca profil proiectarea, producția și comercializarea componentelor de injecție diesel, echipamentelor hidraulice și pieselor turnate.
Timp de zece ani, produsele companiei au fost realizate sub licență Bosch.
Compania Hidrojet este deținută de grupul Uzinexport
În prezent (mai 2008) compania riscă să intre în faliment.
De la începutul anului 2008 au fost scoase la vînzare o parte din active, din cauza datoriilor acumulate.
Număr de angajați în 2005: 1.553
Cifra de afaceri în 2005: 34,6 milioane lei